# Syng inkstand

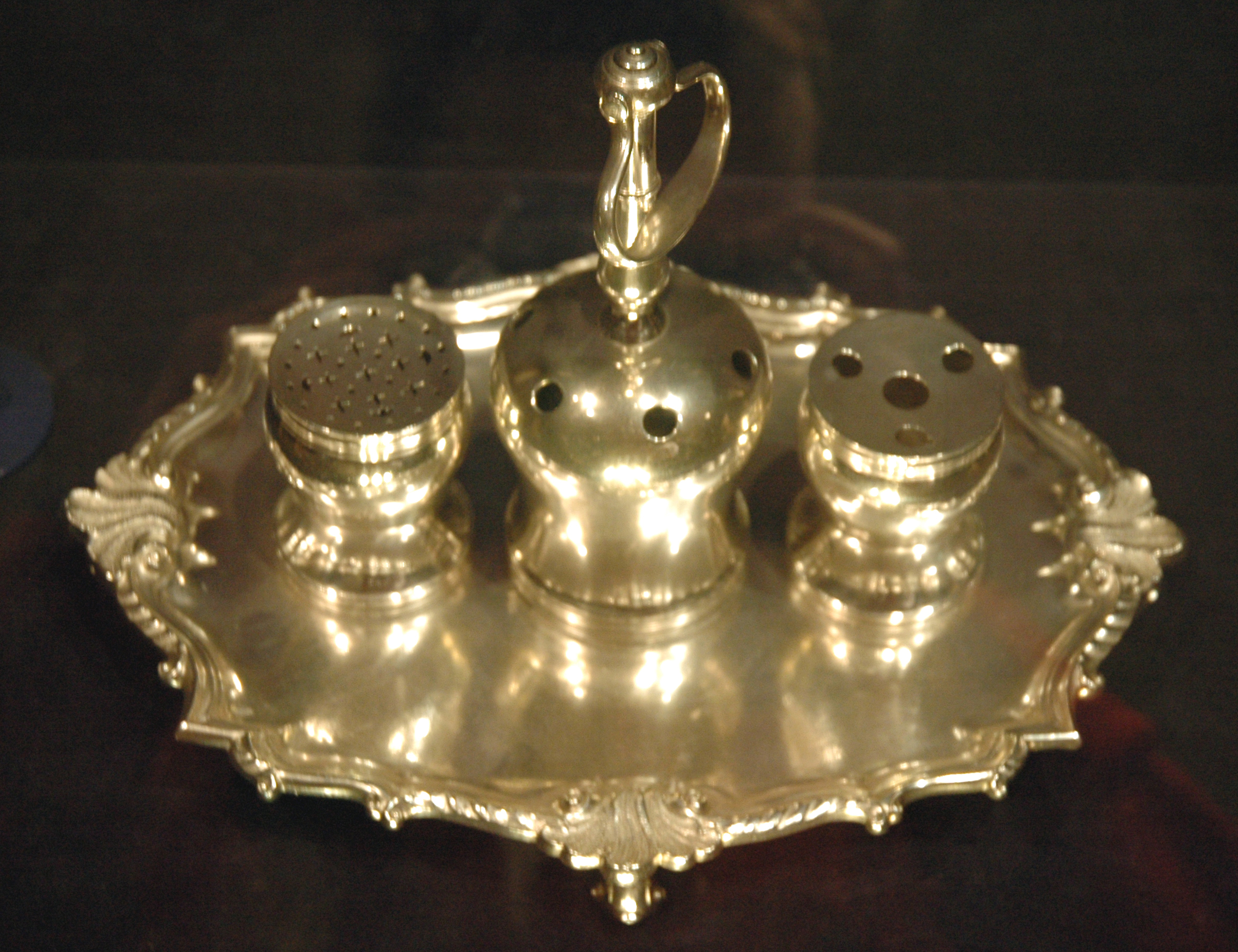
De Syng inkstand, waarmee de Grondwet was ondertekend

De Syng inkstand is een zilveren inktpot die werd gebruikt tijdens de ondertekening van de Amerikaanse Onafhankelijkheidsverklaring en de Grondwet van de Verenigde Staten.
De Syng inkstand werd in 1752 gemaakt door de zilversmid Philip Syng. Na jaren tentoongesteld te zijn geweest in de Independence Hall in Philadelphia, staat de Synq inkstand tentoongesteld in het Independence National Historic Park in Philadelphia, samen met kopieën van de Amerikaanse Onafhankelijkheidsverklaring en de Grondwet van de Verenigde Staten.